# Piotr Szczepański (kajakarz górski)
Piotr Szczepański (ur. 31 lipca 1988 w Nowym Mieście nad Pilicą) – polski kajakarz górski, uczestnik Letnich Igrzysk Olimpijskich 2012.
Reprezentuje klub KKK Kraków. Jego największe sukcesy to 8. miejsce na Mistrzostwach Świata 2012, 15. miejsce na Mistrzostwach Europy 2012, 7. miejsce w zawodach Pucharu Świata 2012 w Pradze oraz 5. miejsce na Letnich Igrzyskach Olimpijskich 2012.

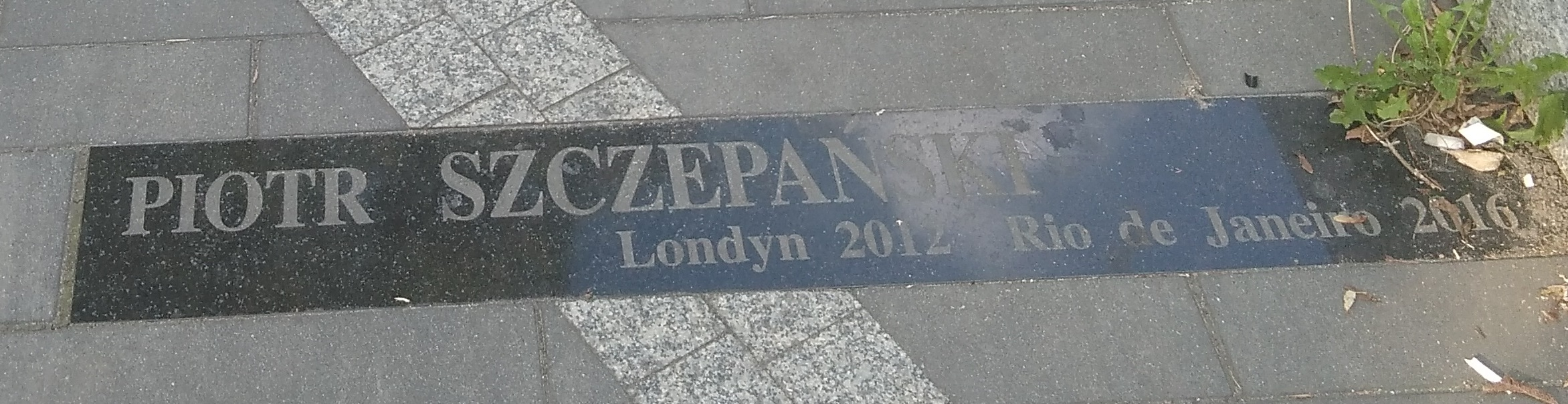
Tablica Piotra Szczepańskiego w Drzewicy

W 2018 r. tablica upamiętniająca osiągnięcia Piotra Szczepańskiego została wmurowana przy Skwerze im. Drzewickich Olimpijczyków w Drzewicy.